# Villamayor (Santa Comba)
Villamayor (llamada oficialmente Santa María de Vilamaior) es una parroquia y un lugar español del municipio de Santa Comba, en la provincia de La Coruña, Galicia.

## Entidades de población
Entidades de población que forman parte de la parroquia:
- As Covas
- Negreira
- O Carballal
- O Fial
- Pereira
- Portovilar
- Recarei
- Vilamaior

## Demografía

### Parroquia
| Gráfica de evolución demográfica de Villamayor (parroquia) entre 2000 y 2019 |
|                                                                              |
| Datos según el nomenclátor publicado por el INE.                             |

### Lugar
| Gráfica de evolución demográfica de Vilamaior (lugar) entre 2000 y 2019 |
|                                                                         |
| Datos según el nomenclátor publicado por el INE.                        |